# 精緻化見込みモデル

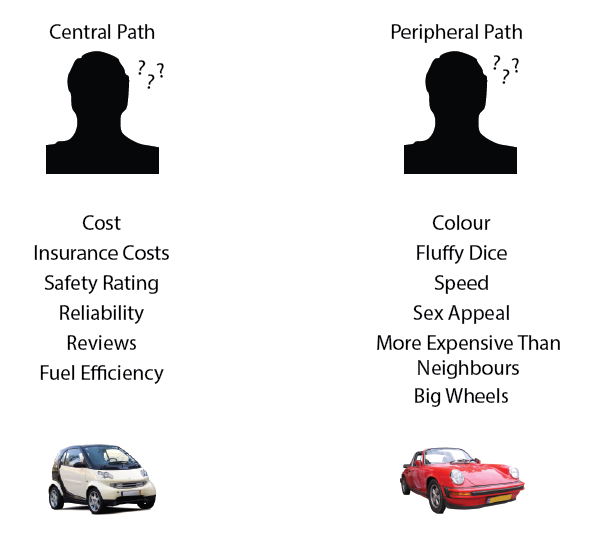
乗用車の購入の上でのELMに基づく消費選択の一例。

精緻化見込みモデル（せいちかみこみモデル、英語: Elaboration Likelihood Model、略称：ELM）は、1986年にアメリカ・ミズーリ大学の心理学者リチャード・ペティと、同シカゴ大学の社会神経科学者ジョン・カシオッポが提唱した、説得に対する聞き手側の態度変容に関する二重過程理論に基づく人間の情報処理ルートのモデリングである。このモデリングでは説得に対して情報を処理する上での思考ルートとして、中心ルート思考（ちゅうしんルートしこう、英語: central route thinking）と周辺ルート思考（しゅうへんルートしこう、英語: Peripheral route thinking）の2通りのルートを対比的に提示している。
- 中心ルート思考の過程においては、説得のプロセスは提示された情報の真のメリットを深い思考を伴って検討することによって成立する可能性が高い[3]。情報の受け手側によって議題に関する多くの認識が生成され、高いレベルでの情報の精緻化をしばしば伴う。態度の変容の結果は比較的容易には変わり得ず、持続的かつ予測的であるとされる[4]。
- 一方の周辺ルート思考では、説得のプロセスの成立は提示された情報に関する肯定的または否定的な手がかりとの受け手側の個人的な関連、或いは提示された情報のメリットに関しての比較的単純な推論に起因するとされる。周辺ルートを経由して受け手側が得るその情報に関する手がかりは、一般に情報そのものの論理的品質とは無関係である。これらの手がかりには情報そのものではなくその情報のソースに関しての信頼性や魅力、またはその情報の制作品質などの要因も含まれる[5]。

情報の精緻化が生じる可能性は、提示された情報を評価する個人の動機および能力によって決定される。

## 概要
精緻化見込みモデル（以下：ELM）は、人間の態度変容に関する一般的なモデルの1つである。ELMの提唱者であるリチャード・E・ペティとジョン・T・カシオッポは、元々は「説得力のあるコミュニケーションの有効性の基礎となる基本原理を整理、分類、理解するための枠組み」としてこの理論を提唱したと述べている。
人間の心理学的な態度と説得の関連性については、社会心理学の祖とも言えるゴードン・オールポートとエドワード・アルズワース・ロスの研究において、その中心的なトピックとして研究対象に取り上げられた。オールポートは心理学的態度について「社会心理学において最も特徴的で不可欠な概念」と説明し、1930年代から1970年代までの研究のほとんどを心理学的態度と説得の研究に費やした。これらの研究においては態度と行動の一貫性、態度/行動の対応性の根底にあるプロセスなど、心理学的態度と説得に関するさまざまな関連問題が着手の対象となった.。しかしながら、ペティとカシオッポは受け手側の態度が変化する上での周囲の状況による影響の大きさに対し、心理学的態度と説得についての研究者が大きな問題に直面している事態を認識することとなった。この問題に気づいたペティとカシオッポは説得による態度変容の持続性の違いを説明する試みとして精緻化見込みモデルを提唱した。